# 悪は存在せず
『悪は存在せず』（あくはそんざいせず、ペルシア語: شیطان وجود ندارد, ラテン文字転写: Sheytan vojud nadarad, 英語: There Is No Evil）は、2020年のドイツ・イラン・チェコのドラマ映画。監督・脚本はモハマド・ラスロフ。第70回ベルリン国際映画祭で金熊賞を獲得した。イランの死刑をめぐる4つの物語で構成されている。
イランでは上映が禁止され、ラスロフは秘密裏に撮影を行った。ラスロフはこの映画がその行動に「責任を負う人々」についてのものであり、各物語は「私自身の経験に基づいている」と説明した。ラスロフは逮捕されてイラン国外渡航を禁じられたために授賞式などには参加できなかった。
日本では第33回東京国際映画祭のワールド・フォーカス部門で上映された。

## ストーリー

### 第1話 悪は存在せず
ヘシュマット（エーサン・ミルホセイニ）は穏やかで親切な、家族思いの中年男性である。夜勤を終えて帰宅すると、午後には教師である妻ラズィエ（シャガイェグ・シュリアン）を車で職場まで迎えに行き、次に小学生の娘ザーラを学校まで迎えに行く。家族3人はスーパーで買い物を済ませると、ヘシュマットの老母の家を訪れ、ヘシュマットは掃除や炊事をする。帰宅すると、ヘシュマットは妻の髪染めを手伝う。
その夜、午前3時にヘシュマットは起床すると、シャワーを浴びて職場に向かう。職場の小さな部屋で朝食を取っていたヘシュマットは壁の赤いランプが青になると、小窓から何かを確認してボタンを押す。それは死刑を執行するボタンであり、同時に複数の人間が首を吊られ、中には失禁する者もいた。

### 第2話 あなたはできると彼女は言った
プーヤ（カヴェ・アハンガル）は恋人ターミネ（ダリア・モフベリ）をオーストリアに留学させて共に外国で暮らそうと、パスポートを取得するために兵役につく。ところが配属されたのは刑務所で死刑を執行する部署で、プーヤにも早々に執行が命じられる。どうしても人を殺したくないプーヤは、ターミネを通じて顔の広い兄と連絡をとって何とか配置換えをしてもらおうとするがうまくいかない。既に執行の経験のある同僚たちはプーヤを説得したり、責めたりするが、中には金さえ払えば代わりに任務を引き受けるという者まで現れる。結局、プーヤの願いは叶わず、ついに執行の時が来る。死刑囚を刑場に連れて行く途中、プーヤは気を失いそうになるが、何とか気持ちを奮い立たせると、警備員から銃を奪い取って脱走に成功する。そして待ち受けていたターミネの運転する車で2人で逃亡する。全てはターミネの立てた計画だったのである。

#### プーヤの同僚兵士
- ハサン: アリレザ・ザレパラスト
- サラール: サラール・ハムゼ
- アミル: カヴェ・エブラヒム
- アリ: プーヤ・メーリ

### 第3話 誕生日
兵役中のジャワド（モハマド・ワリザデガン）は恋人ナナ（マフタブ・ゼルヴァティ）の誕生日パーティに出席してプロポーズをするため、3日間の休暇を取る。しかし、ナナの実家にやってきたジャワドは、ナナの父親からナナの兄アラスの友人で家族同然の存在であるケイワンが亡くなったため、誕生日パーティをする状況ではないと告げられる。ジャワドは自分以上にナナの家族らに大切に思われているケイワンの存在に嫉妬を覚える。しかし、密葬の準備中にケイワンの遺影を見たジャワドは驚愕する。実はジャワドが今回の休暇を取るために引き受けた任務で処刑した人物その人だったからである。激しいショックに打ちのめされたジャワドは全てをナナに告白する。ナナはショックを受けつつも、何とかジャワドを受け入れようとする。その夜、ナナの家族との食事の席でナナの父親に促されるままにジャワドはナナにプロポーズする。ナナは複雑な思いでそれを受け入れる。翌朝、ジャワドは姿の見えないナナを探して森に行く。そこに1人で佇んでいたナナはどうしても受け入れることはできないとジャワドに別れを告げる。

### 第4話 私にキスを
元医師のバーラム（モハマド・セディキメール）は妻ザマン（ジャイラ・シャイー）と地方で農場を営んでいる。そこにドイツ在住の友人マンスールの娘で医大生のダルヤ（バラン・ラスロフ）が父に言われて訪ねてくる。イランに来させられた理由に釈然としないものを感じ、ぎこちなさはあるものの、ダルヤはバーラムやザマンと農場で生活することになる。その中で、バーラムが重い病を患っていることを知る。
そんなある日、バーラムと狩りに出かけたダルヤはバーラムのただならぬ様子に恐怖心を抱いてザマンのもとに逃げ込む。ザマンはそこで仕方なく、真実をダルヤに告げる。実はダルヤはバーラムの娘であり、それを生きているうちに伝えたいとマンスールに頼んでダルヤを呼び寄せたのである。ショックを受けたダルヤはドイツに帰ることを決める。
兵役中に死刑の執行を命じられたバーラムは銃で守衛を脅して脱走し、全てを失う。そして生まれたばかりのダルヤは母親の兄であるマンスールに預けられ、母親はダルヤのいるヨーロッパに向かう途中で亡くなっていたのである。家族よりも英雄になることを選んだと、ダルヤはバーラムに激しい怒りをぶつける。そんなダルヤにバーラムは自分の決断を母親もその兄のマンスールも喜んでいたと告げる。そして兄弟2人を死刑で亡くしていた彼女は死刑そのものに強く反対していたことから、バーラムが人生を捨ててまで執行を拒んだことを誇りに思っていたのだと言う。それでも納得できないダルヤは、彼女が妊娠していたことを知らなかったと言うバーラムに、もし知っていても同じ選択をするかと尋ねる。バーラムはそれでもまた守衛に銃を向けて逃げるだろうと答える。
バーラムとザマンはダルヤを空港まで車で送る。ところがその途中でバーラムの具合が悪くなって停車し、3人は車を降りる。間もなくバーラムが回復して3人は車に戻るが、動き出そうとしない車を遠巻きに映したまま物語は終わる。

## 作品の評価
Rotten Tomatoesによれば、50件の評論のうち高評価は98%にあたる49件で、平均点は10点満点中8.2点、批評家の一致した見解は「『悪は存在せず』は人間に対する人間の責任ついての厄介な質問を投げかけ、観る者にその答えを委ねている。」となっている。
Metacriticによれば、15件の評論のうち、高評価は12件、賛否混在は3件、低評価はなく、平均点は100点満点中82点となっている。